# Mount Dedo
Mount Dedo (spanisch Monte Dedo, übersetzt Fingerberg), im Vereinigten Königreich als Zeiss Needle (englisch für Zeißnadel) bekannt, ist ein markanter und 695 m hoher Berg an der Danco-Küste des Grahamlands auf der Antarktischen Halbinsel. Er ragt südlich des Orne Harbour nahe dem Ende der Arctowski-Halbinsel auf.
Teilnehmer der Belgica-Expedition (1897–1899) unter der Leitung des belgischen Polarforschers Adrien de Gerlache de Gomery kartierten ihn. Sein deskriptiver Name erscheint erstmals auf einer argentinischen Landkarte aus dem Jahr 1954. Das UK Antarctic Place-Names Committee benannte ihn dagegen am 23. September 1960 nach dem deutschen Unternehmer Carl Zeiß (1816–1888).